# Arvicanthis
Arvicanthis là một chi động vật có vú trong họ Muridae, bộ Gặm nhấm. Chi này được Lesson miêu tả năm 1842. Loài điển hình của chi này là Lemmus niloticus É. Geoffroy Saint-Hilaire, 1803.

## Các loài
Chi này gồm các loài: